# 岩崎・能代事件
岩崎・能代事件（いわさき・のしろじけん）とは、北朝鮮（朝鮮民主主義人民共和国）によるスパイ事件。1969年（昭和44年）11月13日摘発（検挙）。北朝鮮工作員が日本を経由して韓国に侵入しようとした事件である。

## 概要
金井正夫こと金邦鎮（検挙当時26歳）は1966年（昭和41年）4月初旬、職を求めて大韓民国から日本に密入国し、東京都内を転々としていたところ、在日本朝鮮人総聯合会（朝鮮総連）中央本部指導員から獲得工作を受け、主体思想や金日成主義などの思想教育を受けたのち、1968年10月、青森県西津軽郡深浦町付近の海岸から北朝鮮に向けて密出国した。北朝鮮では約1か月にわたって工作員教育を受け、
- 韓国潜入
- 韓国内でのスパイ網の埋設とゲリラ活動の準備

などの密命を帯びて、1969年11月13日、青森県西津軽郡岩崎村（現、深浦町）付近の海岸から密入国した。青森県警察は、金邦鎮を上陸直後に逮捕した。
金邦鎮は取り調べのなかで秋田県能代市内に無線機等を隠していることを自供し、青森県警はこれにもとづいて隠し場所に埋設されていた無線機、乱数表、工作資金等を押収、金を北朝鮮に送った朝鮮総連幹部を犯人蔵匿の罪で逮捕した。
1970年（昭和45年）4月16日、青森地方裁判所は金邦鎮に対し、出入国管理令および外国人登録法違反で懲役1年、執行猶予2年の判決を下した。金邦鎮は、翌1971年、大韓民国に送還された。